# Альтрок, Ник
Николас Альтрок (англ. Nicholas Altrock, 15 сентября 1876, Цинциннати, Огайо — 20 января 1965, Вашингтон, округ Колумбия) — американский бейсболист, питчер. Победитель Мировой серии 1906 года в составе «Чикаго Уайт Сокс». После завершения карьеры стал известен как комик, в дуэте с Элом Шахтом выступал на бейсбольных матчах. В течение сорока двух лет входил в тренерский штаб «Вашингтон Сенаторз».

## Биография
Николас родился 15 сентября 1876 года в Цинциннати. Его родители были частью местной немецкой общины. Подростком Альтрок работал подмастерьем у сапожника, а свободное время проводил за игрой в бейсбол. Постепенно он понял, что получать деньги за игру гораздо приятнее, чем за работу. Отец не одобрял увлечения Ника бейсболом, но тот в 1898 году подписал первый в своей жизни контракт.
Хорошая игра за команду из Гранд-Рапидс привлекла внимание клубов Главной лиги бейсбола. Его контракт был выкуплен владельцем «Луисвилл Колонелс» Барни Дрейфусом. В том же 1898 году Альтрок в составе «Колонелс» одержал три победы при трёх поражениях. Однако, значительную часть времени он уделял не тренировкам, а выпивке и развлечениям. Через год тренер команды Фред Кларк отправил Ника обратно в Гранд-Рапидс.
Следующие четыре года он провёл в младших лигах, играя за команды из Осуиго, Бингемтона, Сиракьюс, Торонто, Лос-Анджелеса и Милуоки. Свой образ жизни Альтрок не менял, но играл хорошо и в конце 1902 года получил приглашение в «Бостон Американс». В концовке сезона он успел сыграть в двух матчах команды и в обоих случаях потерпел поражения. Сезон 1903 года Ник начал в «Бостоне», но тренер команды Джимми Коллинз в основном полагался на питчеров-ветеранов Сая Янга и Билла Диннина. Вскоре его продали в «Чикаго Уайт Сокс».
В составе «Чикаго» он быстро стал игроком стартовой ротации. В 1903 году Альтрок одержал четыре победы при трёх поражениях с пропускаемостью 2,15. В 1904 году он выиграл девятнадцать матчей и проиграл четырнадцать, проведя на поле 308 иннингов. «Уайт Сокс», которыми руководил Филдер Джонс, быстро прогрессировали. В сезоне 1905 года команда претендовала на победу в Американской лиге и лишь немного уступила «Филадельфии». Ник с пропускаемостью 1,88 вошёл в пятёрку лучших питчеров лиги, а также сыграл рекордные для себя 315 2/3 иннингов.
В 1906 году «Уайт Сокс» выиграли 93 матча и в борьбе с «Нью-Йорк Хайлендерс» стали победителями Американской лиги. Одним из ключевых факторов их успеха стал Альтрок, одержавший двадцать побед при тринадцати поражениях с пропускаемостью 2,06. Средний показатель отбивания команды составлял всего 23,0 % и перед началом Мировой серии фаворитами считались «Чикаго Кабс». В первой игре серии Ник пропустил всего четыре хита и взял верх над ведущим питчером «Кабс» Мордекаем Брауном, матч закончился со счётом 2:1. Во второй раз они сыграли друг против друга в четвёртом матче и победа досталась «Кабс» со счётом 1:0. Показатель пропускаемость Альтрока в той серии составил всего 1,00. «Уайт Сокс» победили в шести матчах.
В последующие два сезона эффективность игры Альтрока снизилась. В 1907 году он повредил руку, но некоторые считали главной причиной спада его любовь к пиву. Из-за его ночных гулянок закончился разводом и брак с Ханной Веддендорф. В 1908 году они поженились, но вместе пробыли всего около четырёх лет. В мае 1909 года владелец «Уайт Сокс» Чарльз Комиски обменял Ника в «Вашингтон Сенаторз». В новой команде игра у него не задалась и вскоре он оказался в «Миннеаполис Миллерс».

Выступление Ника Альтрока и Эла Шахта, 1924 год.

В следующие три года Альтрок играл в разных командах младших лиг, а также пробовал себя в качестве тренера. В 1912 году он работал в «Канзас-Сити Блюз» из Американской ассоциации. После одного из матчей Ник на потеху публике несколько раз ударил себя в челюсть, пародируя чемпиона мира по боксу Джонни Килбейна. Зрители были в восторге, но владелец клуба Пэтси Тибо пантомиму не оценил и уволил Альтрока. Практически сразу он снова оказался в «Вашингтон Сенаторз», где продолжил забавлять посетителей стадионов своими выходками. Это отвлекало соперников и привлекало на трибуны всё больше зрителей. Комиссар лиги Бан Джонсон специально приезжал посмотреть на Альтрока и решил не запрещать его выступления пока они не задерживают ход матчей. Со временем Ник начал привлекать к своим постановкам партнёра. Сначала им был Джермани Шефер, а затем один из резервистов команды Карл Сойер и питчер Эл Шахт.
Дуэт Альтрока и Шахта получил широкую известность. Их выступления стали частью Мировых серий и Матчей всех звёзд лиги. В 1920-х годах Ник зарабатывал больше денег, чем любой другой бейсболист или тренер в лиге. По разным оценкам его заработная плата доходила до 180 тысяч долларов в год. Вместе они выступали до 1934 года, хотя в последние несколько лет практически не разговаривали друг с другом.
Альтрок входил в состав тренерского штаба «Сенаторз» до 1957 года. Время от времени его выпускали на поле в одной из последних игр сезона. Так, в 1924 году Ник в возрасте 48 лет выбил трипл. Последний раз он надевал форму команды на матч Главной лиги бейсбола в 1933 году. На тот момент ему было 57 лет.
Ник Альтрок скончался 20 января 1965 года в Вашингтоне. 